# 333 Badenija
333 Badenija (mednarodno ime je 333 Badenia) je asteroid tipa  C (po Tholenu) v glavnem asteroidnem pasu. 

## Odkritje
Asteroid je odkril nemški astronom Max Wolf ( 1863 – 1932) 22. avgusta 1892 v Heidelbergu. Asteroid se imenuje po deželi Baden v Nemčiji.

## Lastnosti
Asteroid Badenia obkroži Sonce v 5,52 letih. Njegova tirnica ima izsrednost 0,168, nagnjena pa je za 3,794° proti ekliptiki. Premer asteroida je okoli 78 km. 